# Ionel Perlea

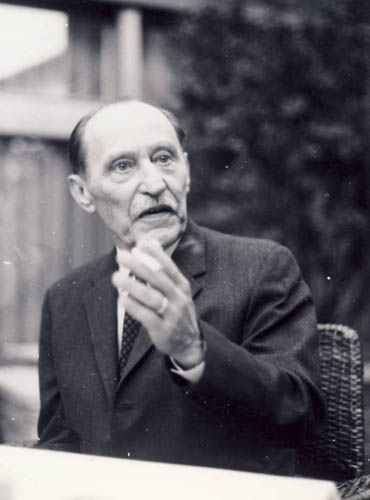
Ionel Perlea

Ionel Perlea (* 13. Dezember 1900 in Ograda, Kreis Ialomița, Rumänien; † 29. Juli 1970 in New York City, Vereinigte Staaten) war ein rumänischer Dirigent und Komponist.
Zwischen 1918 und 1920 studierte Perlea bei Anton Beer-Walbrunn in München und zwischen 1920 und 1923 bei Paul Graener am Leipziger Konservatorium für Musik.
Er debütierte am 17. Oktober 1919 am Athenäum (Ateneul Român) in Bukarest gleichzeitig als Komponist und Interpret. 1926 erhielt er den Kompositionspreis George Enescu (Premiul de compoziție George Enescu) für sein Streichquartett op. 10.
Von 1927 bis 1928 wirkte er als Dirigent an der Nationaloper in Cluj, ging anschließend an die Nationaloper von Bukarest und übernahm dort bis 1936 die Funktion des Musikdirektors und Dirigenten.
Im Jahr 1945 stand Ionel Perlea am Dirigentenpult der Oper in Rom. Seine Erfolge brachten ihm das Angebot einer festen Anstellung für das Pult des berühmten Teatro alla Scala in Mailand, was gleichzeitig seinen endgültigen Durchbruch im internationalen Musikgeschäft bedeutete. Er dirigierte dort von 1947 bis 1957.
1949 debütierte er an der Metropolitan Opera in New York mit der Oper Tristan und Isolde von Richard Wagner.
Auf Empfehlung von Arturo Toscanini, der ihn als seinen Nachfolger benannte, indem er ihm seinen eigenen Dirigentenstock vererbte, unterschrieb Perlea einen Vertrag mit dem Connecticut Symphony Orchestra aus New York, wo er von 1955 bis 1965 als Musikdirektor wirkte. Ebenfalls von Toscanini erbte er auch die Dirigentenprofessur an der Manhattan School of Music in New York, wo er mit Unterbrechungen zwischen 1952 und 1970 wirkte.
1969 gab Ionel Perlea seine letzten Konzerte im Palast-Saal und am Rumänischen Athenäum in Bukarest.
Er erlitt einen Schlaganfall, als dessen Folge er die rechte Hand nicht mehr bewegen konnte. Es gelang ihm, mit der linken Hand dirigieren zu lernen. So gelang ihm noch eine Glanzleistung mit der Aufführung der Tosca von Giacomo Puccini.
Während seiner Laufbahn dirigierte er zahlreiche Opernaufführungen etwa in Wien, Paris, Buenos Aires, Florenz, Chicago, und stand am Pult berühmter Orchester vor allem in den Vereinigten Staaten aber auch bei den Bamberger Symphonikern.
Zu seinen Werken zählen ein Klavierkonzert, Kammermusikstücke und sinfonische Stücke. Es liegen zahlreiche Aufnahmen von ihm vor.